# Eksplikation
Eksplikation er et begreb som har rødder i verbet "eksplicere", som omhandler det at "udfolde" noget eller "tydeliggøre" meningen med ting, at "sprede ud til at se" det som er implicit. 
Eksplikation associeres ofte med dets brug i litteraturkritik, mere specifikt explication de texte, hvor yderligere forståelser og betydninger fås ved "close reading" ("nærlæsning") af et digt, roman eller stykke.
Andre professioner og discipliner gør dog også brug af eksplikation.
| Sprog | Spire Denne artikel om sprog er en spire som bør udbygges. Du er velkommen til at hjælpe Wikipedia ved at udvide den. |